# Parastrophius vishwai
Parastrophius vishwai là một loài nhện trong họ Thomisidae.
Loài này thuộc chi Parastrophius. Parastrophius vishwai được miêu tả năm 1935 bởi Dyal.